# Natació en aigües obertes al Campionat del Món de natació de 2005
La competició de natació en aigües obertes al Campionat del Món de natació de 2005 es realitzà a la piscina olímpica construïda a l'Île Notre-Dame amb motiu dels Jocs Olímpics d'Estiu de 1976 realitzats a la ciutat de Mont-real (Canadà).

## Proves
Es realitzen tres proves, separades en competició masculina i competició femenina:
- 5 km
- 10 km
- 25 km

## Resum de medalles

### Categoria masculina
| Event | Or                  | Or        | Plata                | Plata     | Bronze               | Bronze    |
| 5 km  | Thomas Lurz (GER)   | 51:17.2   | Chip Peterson (USA)  | 51:18.8   | Simone Ercoli (ITA)  | 51:18.9   |
| 10 km | Chip Peterson (USA) | 1:46:38.1 | Thomas Lurz (GER)    | 1:46:45.2 | Petar Stoychev (BUL) | 1:46:50.4 |
| 25 km | David Meca (ESP)    | 5:00:21.4 | Brendan Capell (AUS) | 5:00:23.6 | Petar Stoychev (BUL) | 5:00:28.4 |

### Categoria femenina
| Event | Or                    | Or        | Plata                  | Plata     | Bronze               | Bronze    |
| 5 km  | Larisa Ilchenko (RUS) | 55:40.1   | Margy Keefe (USA)      | 55:44.3   | Edith van Dijk (NED) | > 55:46.6 |
| 10 km | Edith van Dijk (NED)  | 1:56:00.5 | Frederica Vitale (ITA) | 1:56:02.5 | Britta Kamrau (GER)  | 1:56:04.0 |
| 25 km | Edith van Dijk (NED)  | 5:25:06.6 | Britta Kamrau (GER)    | 5:25:06.9 | Laura la Piana (ITA) | 5:25:11.5 |

## Medaller
| Posició | País          | Or | Plata | Bronze | Total |
| 1       | Països Baixos | 2  | 0     | 1      | 3     |
| 2       | Alemanya      | 1  | 2     | 1      | 4     |
| 3       | Estats Units  | 1  | 2     | 0      | 3     |
| 4       | Espanya       | 1  | 0     | 0      | 1     |
| 4       | Rússia        | 1  | 0     | 0      | 1     |
| 6       | Itàlia        | 0  | 1     | 2      | 3     |
| 7       | Austràlia     | 0  | 1     | 0      | 1     |
| 8       | Bulgària      | 0  | 0     | 2      | 2     |
| Total   | Total         | 6  | 6     | 6      | 18    |